# Alexandru Papiu-Ilarian
Alexandru Papiu-Ilarian (Gârbou, 1828-Sibiu, 1877) fue un político, jurista y académico rumano.

## Biografía
Nacido en Transilvania, en la localidad de Bezded, el 27 de septiembrejul./ 9 de octubre de 1827greg. inició sus estudios en Blaj y Cluj, pero los interrumpió en 1848, para participar en el movimiento revolucionario en el que tuvo un papel importante. En 1850 fue a Italia y estudió derecho en la Universidad de Padua hasta 1855, cuando regresó con el título de doctor. Luego, el príncipe Grigore Ghica lo nombró profesor de la Facultad de Derecho de la Universidad de Iași, más tarde jurisconsulto en Moldavia; y tras la unión de los Principados, fue nombrado fiscal del Tribunal de Casación.
Publicó Istoria Românilor din Dacia superioară (1852, 2 vol.), Independenţa constituțională a Transilvaniei (1861), Tesaur de mounmente istorice pentru România (1862-1864, 4 vol.) y Viaţa, operile şi ideiile lui Gheorghe Şincai (1863), discurso de recepción pronunciado en la Academia Rumana, de la que fue miembro desde 1868 hasta su muerte. Toda su biblioteca y gran parte de sus manuscritos pasaron a manos de dicha institución. Falleció en Sibiu el 11 de septiembrejul./ 23 de septiembre de 1877greg..